# August Bournonville
August Bournonville, egentlig Antoine Auguste Bournonville, (født 21. august 1805 i København, død 30. november 1879 i København) var en dansk balletdanser, koreograf og balletmester. 

## Biografi
Hans forældre var den franske danser Antoine Théodore Bournonville og hans svenskfødte husholderske Lovisa Sundberg. Parret blev først gift i 1836, samme år som Antoine blev balletmester ved Den Kongelige Ballet.
Bournonville besluttede, at den ældste datter Louise Augusta skulle følge i hans fodspor, og han underviste hende selv. Hun debuterede som 12-årig i titelrollen i faderens ballet Erik Menveds barndom (1843). Dog viste det sig efterhånden, at hendes talent ikke rakte til en professionel karriere som balletdanser. Hun giftede sig i 1852 med teologen Mandrup Peder Tuxen og blev mor til 10 børn. Charlotte blev operasanger og udnævntes til kammersangerinde. Hun oversatte bl.a. skuespil og skrev to erindringsbøger: August Bournonville. Spredte Minder og Erindringer. Fra Hjemmet og fra Scenen. Mathilde blev uddannet sprog- og skolelærerinde. Therese blev gift med kommandør i søværnet Otto Frederik Henrik Irminger, mens den yngste, Edmond, blev læge i Ystad i Skåne, hvor han virkede i mange år. 
26. juni 1851 adopterede August og Helena Bournonville Wilhelmine Charlotte Stenstrøm (2. juli 1833 – 30. oktober 1908), der som forældreløs havde været plejebarn hos dem med sikkerhed siden 1845.
Desuden fik Bournonville sammen med en fransk kvinde i Paris Louise Simon (født 1805) en datter uden for ægteskab. Hun blev født 2. juli 1829 og blev døbt Louise Antoinette. Hendes fødselsattest (dateret 6. august 1829) findes i en officiel afskrift (dateret 10. august 1844) mellem Bournonvilles personlige papirer i Det Kongelige Bibliotek i København. Bournonville underholdt Louise Antoinette gennem hele hendes barn- og ungdom. Hun voksede op under sit adoptivnavn, Louise Lefort. Da hun blev gift med en fransk militærmand, Ed. Astruc (f. 1817) kaldte hun sig "Mme Louise Antoinette Astruc, née Bournonville". Bournonville omtaler hende i sin private dagbog og i sin korrespondance som "ma filleule" eller "min Guddatter", ligesom Louise Antoinette næsten altid tilskriver ham "Mon chèr parrain" ("Min kære slægtning"). Kun en enkelt gang skriver hun ligeud om deres fælles "gènes" (afstamning). Officielt kendte ingen i Bournonvilles nære familie til resultatet af denne før-ægteskabelige affære, og sagen blev først klarlagt gennem en korrespondance mellem Bournonvilles dattersøn, militærhistorikeren August Peder Tuxen (1853-1929), og Astruc-familien længe efter Bournonville død. Denne korrespondance findes i dag i Det Kgl. Bibliotek. I Det Kgl. Biblioteks portrætsamling findes desuden et carte-de-visite-fotografi af "Mme Louise Antoinette Astruc, née Bournonville".
Som aktiv danser gæsteoptrådte August Bournonville bl.a. i Paris, Oslo, Stockholm, Napoli og Milano. Som koreograf havde han engagementer i Stockholm og Wien, og i Wien var han endvidere engageret for et helt år i 1855-56.
Han koreograferede over 50 balletter i sin ansættelsestid ved Det kgl. Teater. Mange af disse balletter hører stadig til Den Kongelige Ballets grundrepertoire.
Bournonville døde pludseligt af et apoplektisk anfald på gaden på vej hjem fra gudstjeneste i Vor Frue Kirke i København. Hans begravelse fandt sted 6. december, 1879 fra samme kirke. Han er begravet på Asminderød Kirkegård i Nordsjælland.
Han blev Ridder af Dannebrog 1848, Dannebrogsmand 1860 og modtog Fortjenstmedaljen 1867.
Bournonvilles arkivalier og arbejdspapirer befinder sig for størstedelens vedkommende i Håndskriftafdelingen på Det Kgl. Bibliotek.

## Ægteskab og børn
Bournonville blev gift 30. juni 1830 med Helena Fredrika Håkansson (22. april 1809 i Örja, Skåne – 24. juli 1895 i København). Parret fik syv børn:
- Louise Augusta Antoinette (23. marts 1831 – 1. marts 1906)
- Charlotte Helene Frederikke (29. november 1832 – 22. marts 1911)
- Alberth Ludvig (døbt 14. februar 1835, død som spæd)
- Mathilde Juliane Augusta (7. oktober 1835 – 31. marts 1890)
- Waldemar Théodore (døbt 13. august 1838, død som spæd)
- Therese Margrethe Augusta (29. november 1840 – 7. september 1913)
- Edmond Mozart August (9. november 1846 – 12. juli 1904)

## Tidslinje
- 1811 – Elev ved balletskolen på Det kgl. Teater
- 1813 – Første optræden på scenen i Vincenzo Galeottis ballet Lagertha.
- 1819 – Debut som barneskuespiller i Adam Oehlenschlägers Den lille Hyrdedreng
- 1824-29 – Balletstudier i Paris
- 1826 – Debut som balletdanser på Operaen i Paris
- 1830-48 – Dansedirektør, koreograf og 1.-solodanser på Det Kgl. Teater
- 1836-77 – Balletmester ved Det kgl. Teater med enkelte afbrydelser i Wien (1855-56) og Stockholm (1861-64)

## Værker (uddrag)
- Sylfiden (1836)
- Napoli (1842)
- Konservatoriet (1849)
- Kermessen i Brügge (1851)
- Et Folkesagn (1854)
- La Ventana (1854)
- Abdallah (1855)
- Blomsterfesten i Genzano (1858)
- Fjeldstuen (1859)
- Fjernt fra Danmark (1860)
- Livjægerne på Amager (1871)
- Fra Sibirien til Moskov (1876)